# Conferenza di Atlantic City

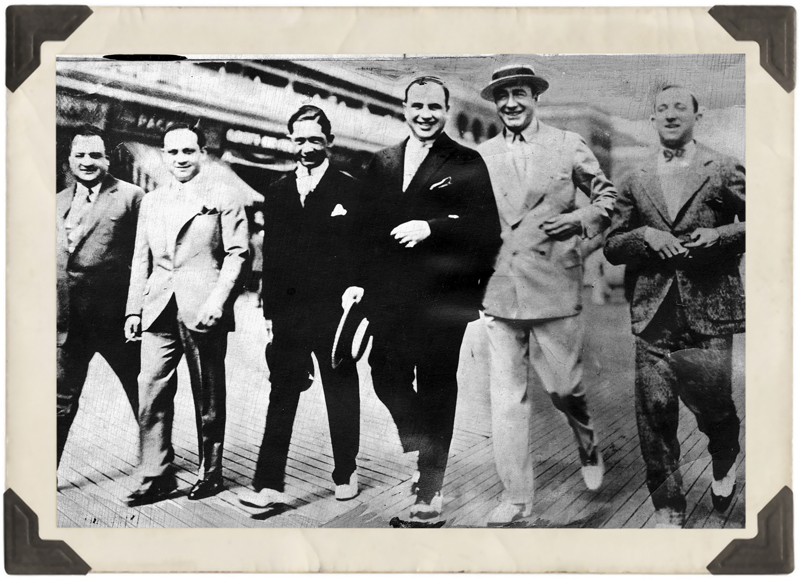
Enoch «Nucky» Johnson (secondo da destra) fotografato a fianco di Al Capone per le strade di Atlantic City (1929).

La conferenza di Atlantic City fu un incontro tenutosi nel maggio 1929 tra i principali gangster italiani ed ebrei operanti negli Stati Uniti. Secondo gli storici si tratta del primo incontro ufficiale mai avvenuto nella storia della criminalità organizzata per concordare strategie comuni per il contrabbando di alcolici durante il proibizionismo. Ciò che risultò da questa conferenza fu il posizionamento della prima pietra per la futura costituzione del sindacato nazionale del crimine, una sorta di «Commissione» garante per la tutela e la manovra degli affari illeciti.
L'anfitrione dell'incontro fu Enoch «Nucky» Johnson, leader politico e criminale di Atlantic City, mentre gli altri partecipanti furono:
- Lou Rothkopf e Moe Dalitz da Cleveland;
- Charles "King" Solomon da Boston;
- John Lazi da Kansas City;
- Joe Berstein e la sua banda da Detroit;
- Sam Lazar da Filadelfia;
- Al Capone, Frank Nitti e Jack Guzik da Chicago;
- Frank Costello, Charles "Lucky" Luciano, Joe Adonis, Louis Buchalter e Johnny Torrio da New York[2].